# 山口洋一
山口 洋一（やまぐち よういち、1937年1月14日 - ）は、日本の元外交官、著作家。

## 来歴
本籍は佐賀県。同県で生まれ、少年期に神奈川県鎌倉市に移り住む。1960年東京大学教養学部教養学科仏文科卒、同年外務省入省。同省経済局、アジア局、調査部、情報文化局、在フランス、南ベトナム、イタリア、インドネシア各大使館での勤務や、外務省情報文化局海外広報課長を経て、1981年よりパリ・ユネスコ常駐代表、駐マダガスカル特命全権大使兼駐コモロ特命全権大使、駐トルコ特命全権大使。1995年から駐ミャンマー特命全権大使。1998年外務省退官。その後、2006年から2009年までNPO法人国際芸術家センター理事長を務める。日本・トルコ協会副会長、同顧問、東芝顧問、NPO法人アジア母子福祉協会理事長。東アジア歴史文化研究所所長、2018年より日中韓の各国を会場として国際学術会議及び国際展覧会を開催し、学術交流、文化交流に尽力。

## 著書
- 『マダガスカル アフリカに一番近いアジアの国』サイマル出版会、1991年、ISBN 4-377-40880-1
- 『トルコが見えてくる この親日国の重要性』サイマル出版会、1995年、ISBN 4-377-41039-3
- 『ミャンマーの実像 日本大使が見た親日国』勁草書房、1999年、ISBN 4-326-65223-3
- 『<思いこみ>の世界史 外交官が描く実像』勁草書房、2002年、ISBN 4-326-35128-4
- 『敗戦への三つの<思いこみ> 外交官が描く実像』勁草書房、2005年、ISBN 4-326-24836-X
  - オンデマンド版、勁草書房〈keiso C books〉、2015年、ISBN 978-4-326-98201-1
- 『腑抜けになったか日本人 平成の若者よ、これでは日本はダメになる! 日本大使が描く戦後体制脱却への道筋』新風舎、2007年、ISBN 978-4-289-03420-8
  - 増訂版、文芸社、2008年、ISBN 978-4-286-05714-9
  - 加筆修正版、文芸社、2013年、ISBN 978-4-286-13736-0
- 『歴史物語ミャンマー 独立自尊の意気盛んな自由で平等の国』上下巻、カナリア書房、2011年
  - 上巻、ISBN 978-4-7782-0204-0
  - 下巻、ISBN 978-4-7782-0205-7
- 『アウン・サン・スー・チーはミャンマーを救えるか?』寺井融共著、マガジンハウス、2012年、ISBN 978-4-8387-2455-0
- 『植民地残酷物語 白人優越意識を解き明かす』カナリアコミュニケーションズ、2015年、ISBN 978-4-7782-0310-8

### 翻訳
- C.レイトン、P.ユーリ『現代の国際投資 アメリカ企業の欧州進出』小宮隆太郎・中里昌夫共訳、岩波書店、1969年、全国書誌番号:70008054、NCID BN02210972